# صالح آل عباس
صالح آل عباس مواليد 6 ديسمبر 1993 في نجران ، السعودية، هو لاعب كرة قدم سعودي يلعب في نادي الرياض.

## الحياة الشخصية
هو شقيق اللاعب فيصل آل عباس.

## المسيرة الاحترافية

### نادي نجران
وقع مع نادي نجران في صيف 2017 بعد خوضه تجربه ولعب معهم موسمين .

### نادي النصر
انتقل من نادي نجران إلى نادي النصر مقابل 5 ملايين ريال في صيف 2019 .

### نادي أبها (إعارة)
أعاره نادي النصر إلى نادي أبها في صيف 2019 من أجل الحصول على فرصة أكبر للمشاركة .

### نادي الباطن (إعارة)
أعاره نادي النصر إلى نادي الباطن في صيف 2020 .

### نادي الفيصلي
إنتقل من نادي النصر إلى الفيصلي في صيف 2021.

### نادي الخليج (إعارة)
أعاره نادي الفيصلي إلى نادي الخليج في صيف 2022.

### نادي الرياض
إنتقل من نادي الفيصلي إلى نادي الرياض في صيف 2023

## روابط خارجية
- صالح آل عباس على موقع قاعدة بيانات كرة القدم.إي يو (الإنجليزية)
- صالح آل عباس على موقع Soccerway.com (الإنجليزية)
- صالح آل عباس على موقع كووورة